# 矢野村 (兵庫県)
矢野村（やのむら）は、かつて兵庫県南西部（西播磨地区）に存在していた村。旧赤穂郡。1954年、相生市に編入されたため地方自治体として消滅した。
旧村域は現在の相生市の北部に相当する。

## 概要
現在の相生市矢野町に相当する。

## 沿革
- 1889年（明治22年）4月1日 町村制施行に伴い、赤穂郡矢野村発足。
- 1891年（明治24年）3月25日 二柏野（ふたつがいの）地区が揖西郡西栗栖村へ編入。
- 1954年（昭和29年）8月1日 相生市による編入により消滅。

## 交通

### 鉄道路線
- 旧村域には鉄道は通っていない。

### 道路
- 高速道路
  - 旧村域を播磨自動車道が通過しているが、インターチェンジはない。
- 県道
  - 兵庫県道5号姫路上郡線
  - 兵庫県道44号相生宍粟線（播磨テクノライン）
  - 兵庫県道449号多賀相生線

## 名所
- 感状山城跡

大ムクの木（矢野町 森）